# 최종봉
최종봉(한자 : 鐘奉, 1926년 11월 20일 ~ 1951년 4월 16일)은 대한민국의 군인이다.
L-4 연락기 조종사, T-6 항공기 조종사, F-51D 전투기 조종사로 근무하였으며, 제11 전투비행중대, 백구부대 등에서 복무하였다.

## 생애
최종봉은 경상북도 청도군 청도면에서 태어나 청도 공립고등소학교를 졸업하고 일본의 다찌아라이(太刀洗) 육군 비행학교를 14기로 졸업하였다. 이후 1949년 2월 17일 육군 항공군 사령부에 조종 하사로 입대하였으며, 1950년 4월 공군 소위로 임관하였다. 복무 중에 6.25 전쟁이 발발하자 최종봉(당시 소위)은 L-4 연락기 조종사로서 적정 정찰, 지휘관 수송, 전단(傳單) 살포 등 총 65회에 달하는 임무를 성공적으로 수행하였다. 또한 연락기에 무게 30파운드(약 14㎏) 폭탄과 수류탄을 싣고 출격해 남하하는 조선인민군을 공격하기도 하였다.

### 영천 전투
1950년 9월 3일, 조선인민군 제15사단은 대한민국 국군(이하 국군) 제1, 2사단 사이의 경계 지점을 통과하여 영천을 점령했다. 국군은 중부 전선과 동부 전선이 나뉠 위기에 처했으며, 이에 9월 5일 영천 지역을 재탈환하고자 하였다. 9월 6일부터 8일까지 최종봉은 T-6 항공기를 타고 하루에도 여러 차례 정찰비행을 나갔으며, 조선인민군 제15사단의 움직임, 부대 배치 상황, 포진지 등을 보고하여 국군 제6사단과 제8사단을 도와 영천 탈환에 성공하였다.

### 제주기지 조종사 양성훈련
중국인민지원군의 제2차 공세에 밀려 서울 여의도기지 및 대전기지로 이동했던 공군 비행단은 1950년 12월 19일부터 이동을 준비하여 제주기지(현 제주국제공항)에 도착하였다. 제주기지에 도착한 비행단은 제11 전투비행중대와 제12 비행중대를 두고 12월 말부터 본격적인 조종사 양성을 위한 비행훈련을 시작하였다.
전투조종사 양성훈련을 위한 F-51D 기종 전환 훈련은 비행단 및 정찰부대에서 활동하던 기성 조종사를 대상으로 제12 전투비행중대가 담당하였고, 총 3차례에 걸쳐 이루어졌다. 최종봉은 다른 대한민국 조종사 9명과 함께 1차 기종 전환훈련을 수료한 후 제11 전투비행중대로 편성되었다.

### 여의도기지 작전
미 공군 제6146기지부대의 여의도기지로의 전개가 이루어지자, 1951년 4월 2일 한국 공군 비행단은 최종봉을 포함한 제11전투비행중대 소속 조종사 4명을 미국 제 6146부대와 합류하여 작전을 실시할 것을 명령하였다.
여의도기지에서의 첫 출격은 4월 3일에 이루어졌다. 이날 06시 30분, 최종봉 대위와 헤스 중령은 F-51 2기 편대로 이천 북방에 위치한 연료 집적소 2개소와 건물 3동, 교량 1개소를 공격하여 파괴하였으며, 이를 시작으로 4월 10일까지 이천지구를 비롯한 평강지역을 중심으로 공산군의 병참 차단을 위한 공격을 지속하였고, 이천, 평강, 해주, 개성, 시변리 등 중/서부 전선에 출격하여 공산군 보급로, 보급품 집적소, 수송차량, 군용건물 등을 파괴하였다.

### 사망

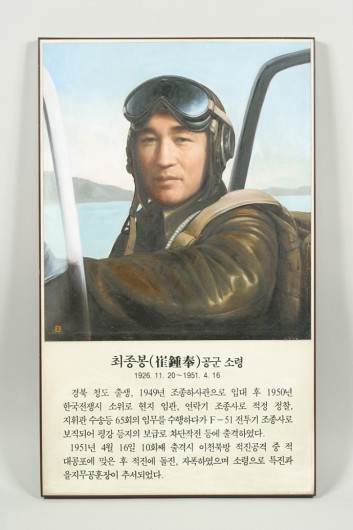
최종봉 소령의 초상화.

그러나 같은 해 4월 16일 편대장으로서 이세영 대위, 조지 메케프 대위, 제임스 길스파이 중위와 이천 지구에서 적의 후방 보급로 차단을 위해 출격 임무를 수행하던 중 조선인민군의 대공포에 피탄되었다. 이에 귀환이 불가능하다고 판단한 최종봉 대위는 항공기와 함께 적진에 돌입하여 장렬하게 전사하였다. 

## 사후
전사 후 1951년 소령으로 1계급 특진과 함께 을지무공훈장이 추서되었다.
2002년 전쟁기념관에 의해 4월의 호국인물로 선정되었다.

## 참고 문헌
중공군 총공세와 유엔군의 재반격(2011, 국방부 군사편찬연구소) 
항공 징비록(2017, 김덕수) 